# Северское (Харьковская область)
Северское (укр. Сіверське; до 2024 года — Червоный Шлях), село,
Меловский сельский совет,
Изюмский район,
Харьковская область.
Код КОАТУУ — 6320284004. Население по переписи 2001 г. составляет 18 (10/8 м/ж) человек.

## Географическое положение
Село Червоный Шлях находится на берегу реки Северский Донец.
На противоположном берегу много озёр, болот, поросших лесом (ольха).
Ближайший мост — 7 км. На юго-западе дубовый лес.

## Происхождение названия
Происходит от укр. Червоний Шлях — красный путь. В 2024 года село обрело новое название — Северское.

## Экономика
В селе есть овце-товарная ферма.

## Достопримечательности
- В окрестностях многочисленные меловые отложения.
- Малобудковское погребение по обряду кремации было обнаружено Ю. В. Буйновым у села Северское.